# Jewhen Marczuk
Jewhen Kyryłowycz Marczuk, ukr. Євген Кирилович Марчук (ur. 28 stycznia 1941 w Dołyniwce w rejonie hajworonskim, zm. 5 sierpnia 2021 w Kijowie) – ukraiński wojskowy i polityk, generał armii Ukrainy, deputowany, wicepremier (1994–1995), p.o. premiera (1995), premier (1995–1996) oraz minister obrony (2003–2004).

## Życiorys
W 1963 ukończył studia w instytucie pedagogicznym w Kirowohradzie, następnie uzyskał stopień kandydata nauk prawnych. Podjął pracę w KGB, w służbie tej przeszedł całą drogę służbową od podporucznika do generała. W 1991 pełnił funkcję ministra obrony i bezpieczeństwa publicznego Ukraińskiej SRR, od listopada 1991 do lipca 1994 był szefem SBU. W 1994 mianowany na stopień generała armii Ukrainy. W latach 1994–1995 zajmował stanowisko pierwszego wicepremiera w ukraińskim rządzie. Od marca 1995 był pełniącym obowiązki premiera, następnie od czerwca tego samego roku do maja 1996 stał na czele ukraińskiego rządu.
W latach 1995–2000 zasiadał w Radzie Najwyższej II i III kadencji. Działał m.in. w SDPU(O). W 1999 kandydował w wyborach prezydenckich, zajmując 5. miejsce spośród 13. kandydatów z wynikiem 8,13%. Po pierwszej turze poparł ubiegającego się o reelekcję Łeonida Kuczmę, wcześniej deklarował się jako przeciwnik prezydenta.
Od 1999 do 2003 był sekretarzem Rady Bezpieczeństwa Narodowego i Obrony Ukrainy, następnie od czerwca 2003 do września 2004 zajmował stanowisko ministra obrony. Pod koniec 2004 założył własne ugrupowanie, które w ramach bloku sygnowanego nazwiskiem byłego premiera poniosło porażkę w wyborach w 2006, uzyskując poparcie poniżej 0,5%. W 2008 został doradcą prezydenta Wiktora Juszczenki.

## Odznaczenia
- Order Księcia Jarosława Mądrego V klasy (2001)[3]